# El oso (canción)
«El oso»  es una conocida canción compuesta por el pionero del rock argentino Moris (Mauricio Birabent, n. 1942), perteneciente al álbum Treinta minutos de vida, editado en el año 1970.[cita requerida]

## Interpretación

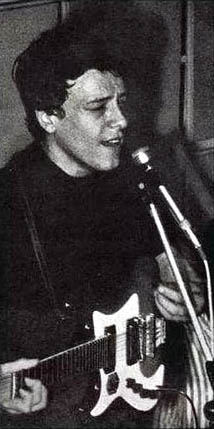
Moris en 1970, interpretando "El Oso" en vivo.

La letra es de simple interpretación: cuenta en primera persona la historia de un oso que vivía feliz en su bosque hasta que lo captura el hombre. Vive cuatro años en un circo hasta que una noche escapa, regresando a su hogar, donde vuelve a ser feliz como antes.
Junto con Ayer nomás y La Balsa, es considerada como una de las canciones precursoras del rock en español y una de las más famosas de su autor. Según el propio Moris, la canción era originalmente para niños:

Alguien me pidió una canción para chicos. Agarré la guitarra y me puse a jugar con el do mayor. La letra salió como un tiro, y nunca sabré cómo ni por qué. Después la canté por primera vez y lloré.
Moris[cita requerida]

## Créditos
- Moris (1942): voz
- Claudio Gabis (1949): guitarra[2]
- Pappo (1950-2005): bajo eléctrico
- Javier Martínez (1946): batería[3]

## Versiones
- El cantante y actor Antonio Birabent, hijo de Moris, la interpretó como parte de la banda sonora en la película de 1993 Tango feroz: la leyenda de Tanguito.
- SEKA, banda originaria de Turrialba (Costa Rica), tiene una versión en sus álbumes Cantar opinando y Sesiones acústicas.
- También hay otras versiones de artistas conocidos como Fito Páez y otra de Andrés Calamaro.
- La banda peruana Leusemia, de rock subterráneo, grabó una versión de este tema en su disco Al final de la calle. Daniel F, cantante de la banda, tuvo que contactar con la esposa de Moris (que es la mánager) y le dijo que no tenía problema con que la grabasen con tal que no la saquen en tecnocumbia (esto lo dice Daniel F en el disco Canto enfermo).
- El músico español José Riaza interpreta la canción en sus conciertos desde los años 2010, y la incluyó en su álbum en vivo exclusivo para Youtube llamado Día de radio.